# Convulsioni psicogene non epilettiche
Le convulsioni psicogene non epilettiche (PNES) sono avvenimenti rassomiglianti alle crisi epilettiche ma prive della caratteristica scarica elettrica associata all'epilessia. Sono un tipo di crisi convulsive non causate dall'epilessia. Le PNES sono anche note come disturbo degli attacchi non-epilettici (NEAD).
Non esiste consenso nella comunità scientifica su cosa causi le PNES. Tuttavia, molti studiosi ritengono che la causa scatenante sia da ricercarsi in problemi psicologici (indipendentemente dal fatto che il paziente mostri segni di problemi psicologici evidenti o altre patologie). Si stima che il 20% delle persone che si rivolgono a specialisti per la cura dell'epilessia abbiano crisi convulsive non di origine epilettica, alcune delle quali sono PNES.

## Fattori di rischio
La maggior parte di coloro che soffrono di PNES (75%) sono donne, in particolare nel range d'età compreso tra la prima ventina d'anni.
Alcuni studi hanno evidenziato l'elevata frequenza di abusi nell'infanzia nelle persone che soffrono di PNES. Tuttavia altri studi non hanno trovato una sostanziale differenza percentuale tra le persone che hanno sofferto di abusi nelle infanzia che soffrivano di PNES e quelle di altre patologie.
Alcuni studi hanno riportato un'alta incidenza di tratti della personalità anormali o disturbi della personalità in coloro che soffrono di PNES, tra cui la personalità borderline. Ciononostante anche in questo caso, effettuando studi con un appropriato gruppo di controllo, emerge che l'incidenza di queste caratteristiche non è più alta rispetto a quanto accade in altre patologie.
Altri fattori di rischio della PNES includono una precedente diagnosi di epilessia, avere sofferto un recente trauma alla testa o essere stati sottoposti a neurochirurgia.

## Diagnosi
La diagnosi differenziale della PNES richiede innanzitutto di escludere l'epilessia come causa scatenante delle crisi convulsive così come altre cause organiche non collegate all'epilessia, tra cui: sincope, emicrania, vertigini, anossia, ipoglicemia ed infarto. Tuttavia circa il 5-20% dei pazienti con PNES soffre anche di epilessia. Le crisi convulsive originate nel lobo temporale possono essere erroneamente diagnosticate come PNES, sebbene queste tendano ad essere di durata più breve, abbiano movimenti ripetitivi e accadano anche durante il sonno. Vanno infine escluse altre condizioni che potrebbero essere confuse con crisi convulsive, quali attacchi di panico, schizofrenia e disturbo di depersonalizzazione.
Il sistema più efficace per distinguere le PNES dall'epilessia è il monitoraggio a lungo termine tramite video ed EEG con lo scopo di catturare un paio di episodi in simultanea (alcuni esperti clinici potrebbero usare suggestione per cercare di scatenare un episodio). L'EEG potrebbe non essere particolarmente utile a causa di un alto tasso di falsi positivi per esiti anormali nella popolazione generale, ma anche di risultati anomali in pazienti con alcuni disturbi psichiatrici che possono simulare il PNES. Ulteriori criteri diagnostici vengono solitamente presi in considerazione quando si diagnostica il PNES dal monitoraggio video EEG a lungo termine perché l'epilessia del lobo frontale può non essere rilevabile con gli EEG superficiali.
In genere nella maggior parte delle convulsioni epilettiche tonico-cloniche o complesse, i livelli ematici di prolattina sierica aumentano, questi possono essere rilevati da test di laboratorio se un campione viene prelevato nella finestra temporale corretta. Tuttavia, a causa dei falsi positivi e della variabilità dei risultati, questo test viene utilizzato meno frequentemente.

### Terminologia
L'uso di termini obsoleti come pseudoconvulsioni o crisi convulsive isteriche è scoraggiato.
Le PNES possono anche essere chiamate disturbo da attacco non epilettico o convulsioni funzionali. All'interno del DSM IV gli attacchi sono classificati come un disturbo somatoforme, mentre nell'ICD-10 viene usato il termine convulsioni dissociative, classificandole come un disturbo di conversione.

### Tratti caratteristici
Alcune caratteristiche sono più o meno propense a suggerire diagnosi di PNES, ma non sono definitive e dovrebbero essere considerate all'interno del quadro clinico più ampio. Le caratteristiche che sono comuni in caso di PNES ma più rare nell'epilessia includono: mordere la punta della lingua, convulsioni che durano più di 2 minuti (fattore più facile da distinguere), convulsioni con esordio graduale, alternanza della gravità della malattia, chiusura degli occhi durante un attacco epilettico e movimenti della testa da un lato all'altro. Le caratteristiche che non sono comuni nel caso di PNES includono automatismi (movimenti automatici complessi durante l'attacco), morsi di lingua severi, mordere l'interno della bocca e incontinenza.
Se un paziente con sospetto PNES ha un episodio durante un esame clinico, ci sono un certo numero di segnali che possono essere provocati per aiutare a supportare o scartare la diagnosi di PNES. Rispetto ai pazienti con epilessia, i pazienti con PNES tenderanno a resistere all'apertura forzata degli occhi (se sono chiusi durante l'attacco), impediranno alle loro mani di colpire il loro viso se la mano viene lasciata cadere sulla testa e fisseranno i loro occhi in un modo che suggerisce un'assenza di interferenza neurologica.

## Trattamento
Ci sono una serie di passaggi raccomandati per spiegare alle persone la loro diagnosi in modo sensibile e aperto. Un'esperienza di diagnosi negativa può causare frustrazione e può indurre una persona a rifiutare ulteriori tentativi di trattamento. Dieci punti raccomandati per spiegare la diagnosi alla persona e ai loro cari sono:
1. Motivi per concludere che non soffrono di epilessia
2. Spiegare di cosa soffrono (descrivendo la dissociazione)
3. Enfatizzare che non si sospetta che gli attacchi sono recitati
4. Che non sono pazzi
5. Che lo stress scatenante può non essere immediatamente riconoscibile.
6. Rilevanza dei fattori eziologici
7. Fattori che possono contribuire al perdurare della situazione
8. Che la situazione può migliorare dopo una diagnosi corretta
9. Che la remissione delle cure anticonvulsivanti deve essere fatta in maniera graduale
10. Descrivere il trattamento psicologico

La psicoterapia è il trattamento più frequentemente usato, che potrebbe includere la terapia cognitivo-comportamentale, la terapia orientata alla visione e/o il lavoro di gruppo. Ci sono alcune prove sperimentali che supportano antidepressivi inibitori selettivi del reuptake della serotonina.

## Prognosi
Sebbene vi siano prove limitate, i risultati sembrano essere relativamente mediocri con studi sui risultati che rilevano che due terzi dei pazienti con PNES continuano ad avere episodi e più della metà dipendono dai servizi sociali a tre anni di seguito dalla diagnosi. Questi dati sugli esiti sono stati ottenuti in un centro accademico di studi sull'epilessia di riferimento e la perdita del seguito dei casi clinici è stata considerevole; gli autori sottolineano il modo in cui questo potrebbe aver influenzato i loro dati sugli esiti. I risultati sembrano essere stati migliori nei pazienti di QI più elevato, con maggiore status sociale, miglior titolo di studi conseguito, età più giovane al momento della diagnosi, attacchi con meno risvolti drammatici, e assenza di ulteriori patologie somatoformi.

## Storia
Istero-epilessia è un termine storico che si riferisce a una condizione descritta dal neurologo francese del XIX secolo Jean-Martin Charcot dove pazienti che soffrivano di nevrosi hanno acquisito sintomi simili a crisi epilettiche in seguito al trattamento nello stesso reparto di pazienti che avevano realmente epilessia.